# سايبيز
أصبحت سايبيس ثاني نظام لقواعد البيانات وراء أوراكل، وبعد إجراء صفقة مع مايكروسوفت لتبادل الـ soucecode لكى تستطيع مايكروسوفت التسويق على نظام التشغيل OS 2 مزود الخدمة في ذلك الوقت، سايبيس سمى خادم قاعدة البيانات " Sybase SQL Server"، حتى الإصدار 4.9، سايبيس ومزود خادم مايكروسوفت كانت متطابقة تقريبا، وبسبب خلافات بين الشركتين حول تقاسم العائدات، قررت سايبيس ومايكروسوفت تقسيم الأكواد وذهب كل منهما بطريقتها الخاصة، على الرغم من أن التراث المشترك واضح جدا للعمليات في (T - SQL) إجرائية اللغة فضلا عن البنية الأساسية العملية. الفرق الكبير هو أن سايبيس لديه تراث يونكس، في حين أن مايكروسوفت sql server تم تكييفها مع Microsoft Windows NT operating system"" فقط ,كما استأنفت سايبيس تقديم إصدارات لـ"Windows"، وأصناف عدة لـ "Unix" ولـ"Linux".
سايبيس عانى من تراجع كبير في ثروته في أواخر 1990 عندما بدأت Informix البيع أكثر بهامش كبير، مع ذلك تم الحصول على Informix من قبل IBM في عام 2001، ولم تعد تنافس كشركة مستقلة، وفي نوفمبر عام 2005 يؤرخ الكتاب الذي كتبه موظفو Informix عن تاريخ المعركة بين سايبيس وInformix منذ وقت طويل.
اعتبارا من عام 2006 أوراكل تعد الشركة الرائدة في سوق قواعد البيانات بحصة العائدات، تليها IBM، ثم مايكروسوفت SQL SERVER، ثم سايبيس من وراء منافسيها الرئيسيين بـ 3% من حصة السوق، الاستثمارات المصرفية هي واحدة من أكبر القواعد العملاء لسايبيس، ولا تزال بصمة سايبيس في منشآت البرصة وضبط الإجراءات هي أكبر بصة لعى ان سايبيس لا تزال الأقوى في نظم قواعد البيانات.
1. ↑  "قاعدة بيانات معرفات البحث العالمية" (بالإنجليزية). Retrieved 2020-06-01.
2. ↑  مذكور في: Global LEI index. الوصول: 17 سبتمبر 2024.
3. ↑  مذكور في: المكتبة الوطنية المركزية للبرمجيات.